# Кон, Рой
Рой Ма́ркус Кон (англ. Roy Marcus Cohn; 20 февраля 1927 — 2 августа 1986) — американский политик, консервативный юрист, адвокат, получивший известность в антикоммунистической и антигомосексуальной «охоте на ведьм» сенатора Джозефа Маккарти, а также как представитель стороны обвинения в деле супругов Розенберг, гомосексуал. 

## Биография
Рождённый в обеспеченной еврейской семье в Бронксе (Нью-Йорк), Рой Кон был единственным ребёнком Доры (урождённой Маркус) и судьи Альберта К. Кона. Отец Кона в то время работал помощником окружного прокурора округа Бронкс, а позднее был назначен судьёй Апелляционного отделения Верховного суда штата Нью-Йорк. Неудачная детская операция по «исправлению» формы носа оставила на лице Кона заметный шрам. Кон был близок с матерью; они жили вместе до её смерти в 1967 году, и она постоянно следила за его успехами, внешним видом и кругом общения.
Уже в двадцать лет он окончил Колумбийскую юридическую школу. Использовав обширные знакомства отца, получил должность районного прокурора Манхэттена (США). Поддерживал обвинение на скандальном судебном процессе над Юлиусом и Этель Розенбергами, подозревавшимися в шпионаже в пользу Советского Союза. Безжалостная обвинительная речь Кона сыграла решающую роль в вынесении судом присяжных приговора, согласно которому Розенберги были признаны виновными и, несмотря на мнение широкой общественности, считавшей суд несправедливым, приговорены к смертной казни на электрическом стуле.

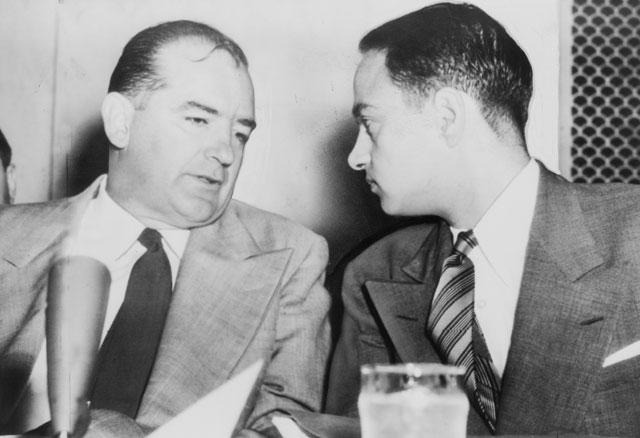
Рой Кон (справа) и Джозеф Маккарти

В 1952 году переехал в Вашингтон, где ему была предложена должность специального помощника Генерального прокурора. Его работа вскоре привлекла внимание Джозефа Маккарти, ставшего к тому времени председателем постоянно действующей Комиссии по расследованию антиамериканской деятельности. Кон был назначен главным консультантом в подкомиссию Маккарти и стал главным «инквизитором» сенатора.
В рамках своей кампании Маккарти призывал очистить от геев и лесбиянок — «сексуальных перевёртышей» — все государственные посты. Это делалось «в целях усиления безопасности», так как, согласно докладу специальной комиссии Сената, «один гомосексуал может загрязнить весь институт правительства». Вместе со своим близким другом Дэвидом Шайном, которого он привез из-за границы в качестве консультанта, Кон совершал «зачистки» от гомосексуалов на армейских базах, в госдепартаменте, на «Голосе Америки» и даже в Голливуде.
Позже стало известно, что Кон сам был гомосексуален. Подробности его жизни позволили биографам называть этого беспощадного, но талантливого деятеля лицемером высшей пробы: «он был одновременно евреем и антисемитом, гомосексуалом и гомофобом».
После краха маккартизма поступил в нью-йоркскую адвокатскую фирму. Уже через несколько лет он имел уникальный список высокопоставленных клиентов: босс мафии Кармине Галанте, католический кардинал Фрэнсис Спеллман, Бьянка Джаггер, художник Энди Уорхол, владельцы клуба «Студия 54» Йен Шрейгер и Стив Рубелл, дизайнер Кельвин Кляйн и Дональд Трамп. Как судебный адвокат он заслужил прозвище «атакующая собака».
Был широко известен, вёл шикарный образ жизни; миллионные счета и дорогие автомобили — всё оплачивалось его адвокатской фирмой. В июне 1986 года коллегия адвокатов при Верховном Суде штата лишила Кона права практикующего адвоката в штате Нью-Йорк. Его деятельность была названа «неэтичной», «непрофессиональной» и «недостойной».
В 1980-е годы он открыто жил со своим партнёром и скончался от СПИДа.

## Суд над Розенбергом
Кон сыграл видную роль в судебном процессе по делу о шпионаже Юлиуса и Этель Розенберг в 1951 году. Прямой допрос Коном брата Этель, Дэвида Грингласса, дал показания, которые сыграли ключевую роль в осуждении Розенбергов и последующей казни. Грингласс показал, что он передал Розенбергам секретные документы Манхэттенского проекта, которые были украдены Клаусом Фуксом. Позже Грингласс утверждал, что солгал на суде, чтобы «защитить себя и свою жену Рут, и что обвинение поощряло его к этому». Кон всегда очень гордился вердиктом Розенберга и утверждал, что сыграл даже большую роль, чем его общественная роль. В автобиографии он сказал, что его собственное влияние привело к тому, что к этому делу были назначены главный прокурор Сайпол и судья Ирвинг Кауфман. Кон также сказал, что Кауфман вынес смертный приговор на основании его личной рекомендации. Он отрицал участие в каких-либо ex parte (от имени) дискуссиях.
В 2008 году сообщник по делу Мортон Собелл, отсидевший 18 лет в тюрьме, заявил, что Джулиус шпионил в пользу Советов, а Этель — нет. Тем не менее в 2014 году пять историков, опубликовавших дело Розенберга, писали, что советские документы показывают, что «Этель Розенберг прятала деньги и шпионские принадлежности для Юлиуса, служила посредником для связи с его контактами в советской разведке, давала свою личную оценку лиц, которых Джулиус рассматривал для вербовки, и присутствовал на встречах со своими источниками. Они также демонстрируют, что Юлиус сообщил в КГБ, что Этель убедила Рут Грингласс поехать в Нью-Мексико, чтобы завербовать Дэвида в качестве шпиона».
Историки согласны с тем, что Юлий был виновен, но суд над ним и Этель был омрачён явными судебными и юридическими нарушениями — многие со стороны Кона — и что их не следовало казнить. Опираясь на этот консенсус, профессор Гарвардской школы права Алан Дершовиц написал, что Розенберги были «виновны — и подставлены».

## Работа с Джозефом Маккарти
Суд над Розенбергом привлек внимание директора Федерального бюро расследований (ФБР) Дж. Эдгара Гувера к 24-летнему Кону. При поддержке Гувера и кардинала Спеллмана обозреватель Hearst Джордж Сокольски убедил Джозефа Маккарти нанять Кона в качестве своего главного советника, выбрав его вместо Роберта Ф. Кеннеди. Кон помогал Маккарти в работе Постоянного подкомитета Сената по расследованиям, став известным своими агрессивными допросами подозреваемых в коммунизме. Кон предпочитал не проводить слушания на открытых форумах, что хорошо сочеталось с предпочтением Маккарти проводить «исполнительные заседания» и «неофициальные» заседания вдали от Капитолия, чтобы свести к минимуму общественный контроль и допрашивать свидетелей с относительной безнаказанностью. Кону была предоставлена полная свобода действий в проведении многих расследований, а Маккарти присоединялся к нему только для более разрекламированных сессий.
Кон сыграл важную роль в антикоммунистических слушаниях Маккарти. Во время лавандовой паники Кон и Маккарти попытались усилить антикоммунистический пыл в стране, утверждая, что коммунисты за границей убедили нескольких скрытых гомосексуалов, нанятых федеральным правительством США, передать важные правительственные секреты в обмен на сохранение в тайне своей сексуальной ориентации. Президент Дуайт Эйзенхауэр, убеждённый в том, что наем гомосексуалов представляет угрозу национальной безопасности, 29 апреля 1953 года подписал указ о запрете гомосексуалам работать в федеральном правительстве. По словам Дэвида Л. Маркуса, двоюродного брата Кона, люди в Вашингтоне, которых Кон и Маккарти объявили геями, покончили жизнь самоубийством. Со временем стало хорошо известно, что Кон сам был геем, хотя он так и не совершил камин-аут.
Сокольский представил Г. Дэвида Шайна, антикоммунистического пропагандиста, Кону, который пригласил его присоединиться к штату Маккарти в качестве бесплатного консультанта. Когда Шайна призвали в армию США в 1953 году, Кон приложил огромные усилия, чтобы добиться для него особого отношения. Он связался с военными чиновниками от министра армии до командира роты Шайна и потребовал, чтобы Шайну дали лёгкие обязанности, дополнительный отпуск и освобождение от командировки за границу. Сообщается, что в какой-то момент Кон пригрозил «разрушить армию», если его требования не будут выполнены. Этот конфликт, наряду с заявлениями Маккарти о том, что в министерстве обороны были коммунисты, привел к "слушаниям Армии и Маккарти" в 1954 году, во время которых армия обвинила Кона и Маккарти в использовании ненадлежащего давления на Шайна, а Маккарти и Кон выдвинули встречное обвинение в том, что армия держит Шайна «заложником» в попытке подавить расследования Маккарти в отношении коммунистов в армии. Во время слушаний была представлена фотография Шайна, и Джозеф Н. Уэлч, армейский поверенный на слушаниях, обвинил Кона в подделке изображения, чтобы показать Шайна наедине с министром армии Робертом Т. Стивенсом.
Хотя результаты слушаний Армии и Маккарти обвиняли Кона, а не Маккарти, они широко считаются важным элементом позора Маккарти. После этого Кон ушел из штата Маккарти и занялся частной практикой.

## Политическая деятельность

Кон с президентом Рональдом Рейганом и Нэнси Рейган в Белом доме, 1982

Хотя Кон был зарегистрирован как демократ, он поддерживал большинство президентов-республиканцев своего времени, а также республиканцев на ключевых должностях в Нью-Йорке. Он поддерживал тесные связи в консервативных политических кругах, выступая неформальным советником Ричарда Никсона и Рональда Рейгана. Одновременно он выстраивал близкие отношения и с демократами, включая мэра Нью-Йорка Эда Коча, госсекретаря штата Нью-Йорк Кармайна ДеСапио и бруклинского «партийного босса» Мида Эспозито.
В 1972 году он помог Никсону дискредитировать Томаса Иглтона, кандидата в вице-президенты от штаба Джорджа Макговерна, «слив» в прессу его медицинские документы, из которых следовало, что Иглтон лечился от депрессии.

## Изображение в документалистике и кинематографии
- 1974 — Судилище: Процесс над Юлиусом и Этель Розенбергами[англ.], режиссёры — Стэнли Крамер и Ли Бернхарди, в роли Роя Кона — Харви Джейсон[англ.]
- 1983 — Дэниел, режиссёр — Сидни Люмет, в роли Бена Кона — Питер Фридман (прототип Роя Кона)
- 1992 — Гражданин Кон[англ.], режиссёр — Фрэнк Пирсон, в роли Роя Кона — Джеймс Вудс
- 2023 — Попутчики, мини-сериал, в роли Роя Кона — Уилл Брилл[англ.]
- 2024 — Ученик. Восхождение Трампа, режиссёр — Али Аббаси, в роли Роя Кона — Джереми Стронг